# Pârâul Mare, Niraj
Pârâul Mare este un curs de apă, afluent al râului Niraj. 

## Hărți
- Harta județului Mureș
- Harta zonei Miercurea Nirajului  Arhivat în 24 ianuarie 2007, la Wayback Machine.